# شبگرد-باز کوچک
شبگرد-باز کوچک (نام علمی: Chordeiles acutipennis) نام یک گونه از تیره شبگردان است.